# ベアトリス・コラレス
ベアトリス・コラレス・オカーニャ（スペイン語: Beatriz Corrales Ocaña: スペイン語発音: [beaˈtɾiθ koˈrales], 1992年12月3日 - ）は、スペイン・マドリード州レガネス出身の女子バドミントン選手。

## 経歴
2014年のスコットランド・オープンでは日本の佐藤冴香に敗れて準優勝だった。2015年の世界バドミントン選手権大会では1回戦でアメリカ合衆国のロン・シェーファーに敗れた。2016年のブラジル・オープンではフィンランドのAiri Mikkeläを下して優勝した。2018年の地中海競技大会では女子シングルスで銀メダルを獲得した。

## 成績

### 地中海競技大会
女子シングルス
| 年   | 開催地             | 対戦相手       | スコア       | 結果     |
| ---- | ------------------ | -------------- | ------------ | -------- |
| 2018 | スペイン、タラゴナ | Neslihan Yiğit | 19–21, 21–23 | 銀メダル |

### BWFグランプリ
女子シングルス
| 年   | 開催地                   | 対戦相手     | スコア      | 結果   |
| ---- | ------------------------ | ------------ | ----------- | ------ |
| 2016 | ブラジル・オープン       | Airi Mikkelä | 21–7, 21–10 | 優勝   |
| 2014 | スコットランド・オープン | 佐藤冴香     | 18–21, 9–21 | 準優勝 |

  BWFグランプリ・ゴールド
  BWFグランプリ